# Neanotis montholonii
Neanotis montholonii là một loài thực vật có hoa trong họ Thiến thảo. Loài này được (Hook.f.) W.H.Lewis mô tả khoa học đầu tiên năm 1966.